# Kuhlenberg (Müsen)
In der Grube Kuhlenberg in Müsen (zu Hilchenbach) im nördlichen Siegerland wurden Spateisenstein, Zinkblende, Bleiglanz und Fahlerz abgebaut. Sie war Betriebsabteilung der Grube Wilder Mann.

## Geschichte
1529 wurden erstmals Pingen und Schürflöcher („Kuhlen“) in der Umgebung der Grube erwähnt. Bereits vor 1750 wurden zwei Obere Stollen angelegt. Von einem weiteren Stollen war selbst 1829 die Lage unbekannt. Ein Mittlerer Stollen wurde vor 1789 angelegt. In den Jahren 1835/40 wurde Flügelort im Tiefen Sonnenberger Stollen angelegt, der die Gruben verband. Am 6. April 1841 fand eine Neuverleihung der Bergrechte statt.
Die Förderung betrug 1780 100 Wagen Stahlstein. Gangmittel war der Kuhlenberger Gang, der zwischen 0,5 und 1,25 m mächtig war und eine Länge von ca. 100 m hatte. Seine Ausfüllung bestand aus Spateisenstein mit Zinkblende, Bleiglanz und am südlichen Ende auch Brauneisenstein, Fahl- und Kupfererzen. Um 1885 wurde der Betrieb stillgelegt, in diesem Jahr wurde das Zechenhaus abgerissen.